# Daniel Laszkiewicz
Daniel Laszkiewicz (* 2. Februar 1976 in Duszniki-Zdrój) ist ein polnischer Eishockeyspieler, der seit 2006 beim KS Cracovia in der Ekstraliga unter Vertrag steht. Sein Bruder Leszek Laszkiewicz ist ebenfalls ein professioneller Eishockeyspieler.   

## Karriere
Daniel Laszkiewicz begann seine Karriere als Eishockeyspieler in der Nachwuchsabteilung von JKH GKS Jastrzębie. Von dort wechselte er zu SMS I Sosnowiec, für dessen Profimannschaft er in der Saison 1995/96 sein Debüt in der Ekstraliga, der höchsten polnischen Spielklasse, gab. Die folgende Spielzeit verbrachte er bei Olimpia in der East European Hockey League. Von 1997 bis 2002 lief er für KTH Krynica auf, ehe er während der Saison 2002/03 innerhalb der Ekstraliga zu Aksam Unia Oświęcim wechselte, mit dem er am Saisonende auf Anhieb Polnischer Meister wurde. Diesen Erfolg konnte er mit seiner Mannschaft in der folgenden Spielzeit wiederholen. Von 2004 bis 2006 trat er für den TKH Toruń an. 
Seit 2006 spielt Laszkiewicz für den Ekstraliga-Teilnehmer KS Cracovia, mit dem er in den Jahren 2008, 2009 und 2011 den polnischen Meistertitel gewann.

### International
Für Polen nahm Laszkiewicz an der U18-Junioren-Europameisterschaft 1994 teil. 

## Erfolge und Auszeichnungen
| - 2003 Polnischer Meister mit Aksam Unia Oświęcim - 2004 Polnischer Meister mit Aksam Unia Oświęcim - 2008 Polnischer Meister mit KS Cracovia | - 2009 Polnischer Meister mit KS Cracovia - 2011 Polnischer Meister mit KS Cracovia |